# 卡斯泰爾巴赫河
49°48′21.86″N 10°13′50.07″E / 49.8060722°N 10.2305750°E

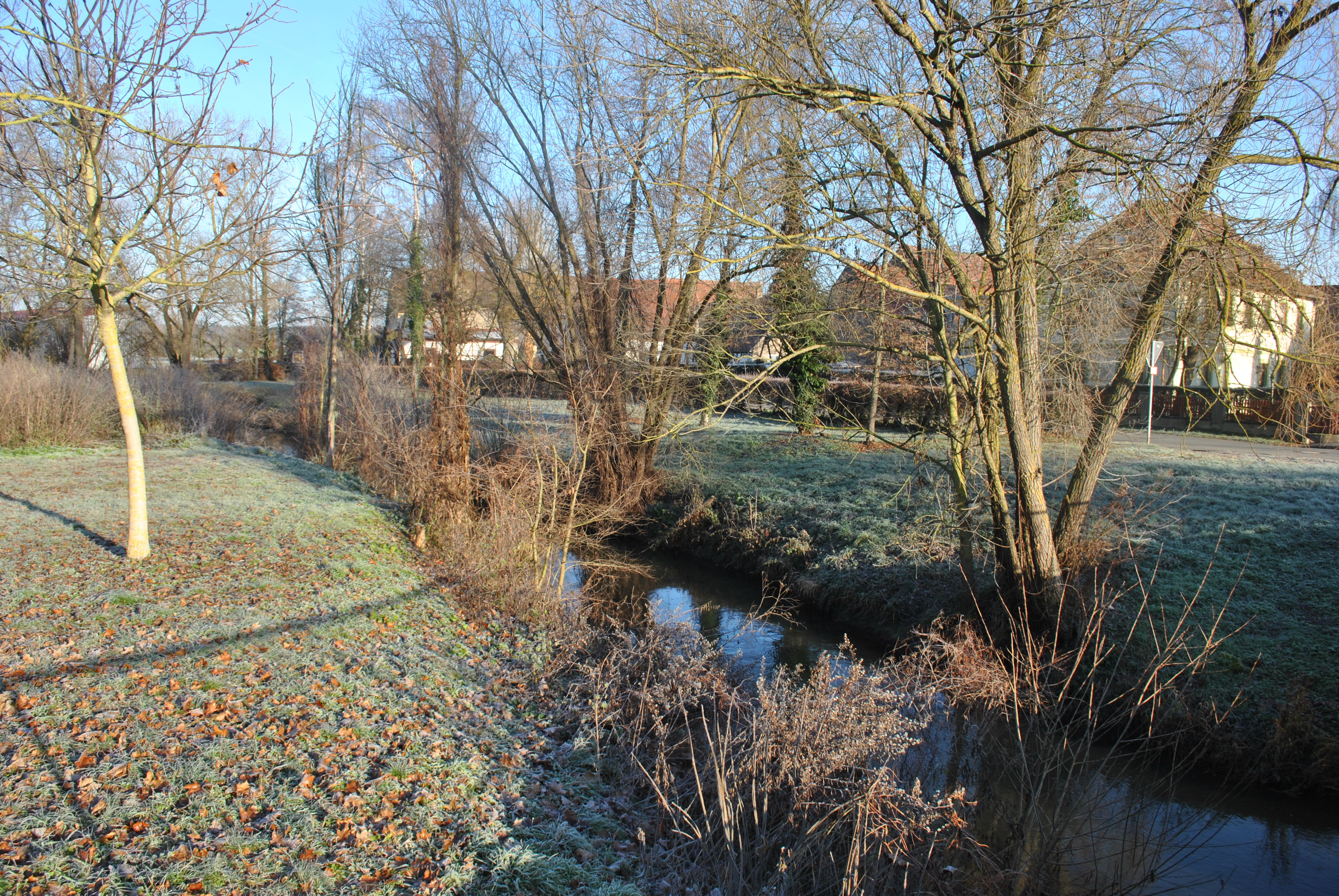

卡斯泰爾巴赫河（德語：Castellbach），是德國的河流，位於該國東南部，由巴伐利亞負責管轄，屬於施瓦察赫河的左支流，河道全長4.2公里，流經基青根縣。